# HD 52670
HD 52670，又名CD-25 3911，SAO 172763、HR 2640，是一颗恒星，视星等为5.63，位于銀經236.62，銀緯-9.23，其B1900.0坐标为赤經6h 56m 59.3s，赤緯-25° -9.23′ 26″。